# Albertus-Magnus-Gymnasium Regensburg

Albertus Magnus vor dem heutigen Albertus Magnus Gymnasium

Das Albertus-Magnus-Gymnasium Regensburg (AMG) ist eine traditionsreiche Schule in Bayern mit einer ungewöhnlichen Entstehungsgeschichte. Das Vorgänger-Gymnasium war das Alte Gymnasium, das 1811 als sogenanntes Paritätisch Vereinigtes Gymnasium durch den Zusammenschluss von zwei im 16. Jahrhundert gegründeten, konfessionell unterschiedlichen Gymnasien entstanden war. Der erste Standort des Alten Gymnasiums war ein 1873 erbautes Gebäude auf dem Areal des säkularisierten Dominikanerklosters am Ägidienplatz, das 1875 bezogen wurde.
Das Gymnasium wurde zunächst als Königlich Bayerisches Gymnasium bezeichnet, nannte sich aber bald Altes Gymnasium, um sich vom zeitgleich erbauten, protestantisch geprägten städtischen Gymnasium zu unterscheiden, das zunächst als Neues Gymnasium bezeichnet wurde. Erst 1962 erhielten beide Gymnasien ihre heutigen Namen.
Das Alte Gymnasium wurde umbenannt zum Albertus-Magnus-Gymnasium nach dem mittelalterlichen Gelehrten und Bischof von Regensburg Albertus Magnus († 1289) und bezog 1965 einen Neubau im Westen der Stadt. Das städtische Neue Gymnasium erhielt den Namen Albrecht-Altdorfer-Gymnasium nach dem Regensburger Maler Albrecht Altdorfer († 1538).

## Geschichte

### Vorläuferschulen
Durch den Zusammenschluss von zwei im 16. Jahrhundert gegründeten Gymnasien mit jeweils unterschiedlichem konfessionellen Hintergrund, dem protestantischen Gymnasium poeticum und dem katholischen bischhöflichen Gymnasium (bis 1773 Jesuitengymnasium St. Paul), war 1811 das Paritätisch Vereinigte Gymnasium,entstanden, das bald umbenannt wurde und unter dem Namen Altes Gymnasium zum Vorläufergymnasium des Albertus-Magnus-Gymnasiums wurde.

#### Protestantisches Gymnasium poeticum (1505)
Die Schule mit protestantischem Hintergrund war eine 1505 im Auftrag der Stadt Regensburg von Josef Grünpeck gegründete Lateinschule. Die Schule wurde gut besucht und nutzte schon vor Einführung der Reformation (1542) leerstehende Räume im Augustinerkloster am Neupfarrplatz, das bereits von vielen Mönchen verlassen worden war. Neben dem protestantischen Rektor wurde der Unterricht von zwei Mönchen übernommen, die dem Protestantismus zugeneigt waren.
Nach Protesten des Augustinerordens wurden die Mönche aus dem Orden ausgeschlossen und der Unterricht in das von der Stadt erworbene Gebäude des kaiserlichen Reichshauptmanns Thomas Fuchs von Wallburg am Eck der Straße Am Ölberg und der Gesandtenstraße verlegt. In den Folgejahren entstand dort das protestantisch-reichsstädtische Gymnasium poeticum. Heute befindet sich im Gebäude des ehemaligen Gymnasiums poeticum die Staatliche Bibliothek Regensburg.

#### Jesuitengymnasium St. Paul
Die Schule mit katholischem Hintergrund war das Jesuitengymnasium St. Paul. Das Gymnasium entstand im damals verwaisten Kloster Mittelmünster, gelegen auf dem Areal des heutigen Jesuitenplatzes, am Ort des heutigen Parkhauses, in dessen Kellergeschoss noch einige Gewölbe aufzufinden sind. Das Jesuitengymnasium war eine Antwort des bayerischen Herzogs Wilhelm V. auf die 1542 in Regensburg eingeführte Reformation. Deshalb versuchte der Magistrat der Stadt immer wieder, die Ansiedlung von Jesuiten durch Ausweisungen und den Bau des Gymnasiums durch Verweigerung von Baumaterial zu verhindern.
Dagegen versuchte der bayerische Herzog mit allen Mitteln, ein Gymnasium der Jesuiten in Regensburg zu gründen, und ließ sogar zur Unterstützung 1579 seinen noch nicht dreijährigen Sohn Philipp von Bayern zum Bischof von Regensburg ernennen. Seine Bemühungen waren erfolgreich. 1589 fanden erste Unterrichtsveranstaltungen im jesuitischen Gymnasium statt und 1591 wurden bereits 200 Schüler unterrichtet. 1596 waren alle Gebäude fertig gestellt, so dass der reguläre Schulbetrieb aufgenommen werden konnte.
Ab 1609 war dem Gymnasium ein Armenkonvikt (St. Ambrosius) angegliedert. Eine bauliche Erweiterung wurde 1619 abgeschlossen, so dass sogar eine Art Oberstufe, das Lyzeum, als Vorbereitung für die Universität angeboten werden konnte. Einer der Lehrer war später der berühmte Pater Nicasius Grammatici (* 1684, Trient; † 1736, Regensburg), der als Mathematiker, Physiker und Astronom bekannt wurde und nach 1718 auch an Universitäten unterrichtete.
Nachdem von 1757 bis 1762 noch Neubauten erfolgten, hatte die Auflösung des Jesuitenordens 1773 zusätzlich auch organisatorische Folgen. Die Lehrer mussten ihre Ordenskleidung ablegen und nannten sich nicht mehr Jesuiten, sondern Paulaner. Das ehemalige Jesuiten-Gymnasium St. Paul kam unter bischöfliche Verwaltung. Der gute Ruf des nun bischöflichen Gymnasiums blieb erhalten, wie auch die Beurteilung einer Theateraufführung durch Goethe zeigt, die er im Jahr 1786 bei seinem kurzen Aufenthalt in Regensburg nicht versäumte zu besuchen.
1809 wurden im Verlauf der Schlacht bei Regensburg alle Gebäude des bischöflichen Gymnasiums St. Paul und auch die Kirche zerstört. Die Gebäude lagen zwischen Obermünsterstraße und Petersweg und damit dicht hinter der auf dem Petersweg verlaufenden Stadtmauer, wo am Beginn der Schlacht die napoleonischen Truppen versuchten in die Stadt einzudringen und deshalb Stadtmauer und Gebäude heftig beschossen. Nach den Kämpfen fanden die Schüler des bischöflichen Gymnasiums zunächst Aufnahme im leer stehenden Dominikanerkloster.

### Zusammenschluss zum Vereinigten Paritätischen Gymnasium (1811)

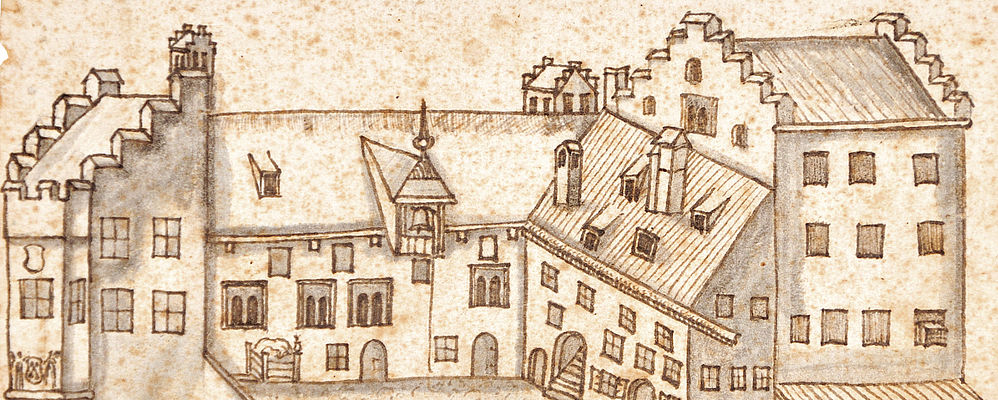
Gymnasium poeticum
um 1550

Nach der Auflösung des Heiligen Römischen Reichs kam 1810 auch das Fürstentum Regensburg von Karl Theodor von Dalberg an sein Ende. Es folgte die Eingliederung der Stadt Regensburg in das Königreich Bayern. Nun mussten ein geordneter Übergang und eine Vereinigung der Schüler beider Gymnasien erfolgen, zumal die Gebäude des bischöflichen Gymnasiums völlig zerstört worden waren. Um den Übergang zu gewährleisten, wurden 1811 unter König Maximilian I. beide Gymnasien zum sogenannten Vereinigten Paritätischen Gymnasium zusammengefasst und verstaatlicht.
Bis 1880 bestand das neue paritätisch Vereinigte Gymnasium am alten Standort des Gymnasium poeticum an der Gesandtenstraße. Auch hier waren die Gebäude für die musische Erziehung sehr gut ausgerüstet. Schon seit 1655 und verbessert seit 1722 gab es auch hier im Mittelbau einen Raum für Schultheater und Orchester mit ansteigenden Sitzreihen und Bühnenmaschinen. Auch das paritätisch vereinte Gymnasium wurde von der Stadt mit einer stetig erweiterten Bibliothek und modernen Lehrmitteln wie z. B. Globen gut ausgerüstet.
Auch der Unterricht konnte nach dem Zusammenschluss beider Gymnasien ohne Probleme erfolgen; denn Fächerkanon und Lerninhalte unterschieden sich in beiden Gymnasium kaum voneinander und Latein galt in beiden Schulen als Konversationssprache. In beiden Gymnasien gab es auch eine zweijährige propädeutische Oberstufe, die sich Lyzeum bzw. Auditorium nannte und auf den Besuch einer Universität vorbereiten sollte. Die Teilnehmer am Propädeutikum machten den Lehrern manchmal Schwierigkeiten, wenn sie sich nicht streng an die Schulordnung hielten, nicht regelmäßig am Unterricht teilnahmen und sogar wie normale Studenten Degen trugen.
Das neue paritätisch vereinte Gymnasium hatte einen großen Zulauf und entwickelte sich zur Mitte des 19. Jahrhunderts zum zweitgrößten Gymnasium im Königreich Bayern. Beim Schuleintritt waren die Kinder 11–12 Jahre alt und beim Verlassen der Schule im Schnitt 19 Jahre. Die Schüler kamen nicht nur aus den oberen Schichten der Bevölkerung, sondern waren auch Kinder von Handwerkern und Arbeitern. Der Einzugsbereich war so groß, dass im Jahrgang 1822 / 1823 von 60 Schülern nur 20 aus der Stadt Regensburg kamen. Jedoch geben die Zahlen keinen Hinweis auf Bildungsgerechtigkeit, denn maßgebend war damals eher die Auswahl begabter Kinder in kirchlichen Internaten und ein stark ausgeprägtes Stipendienwesen.

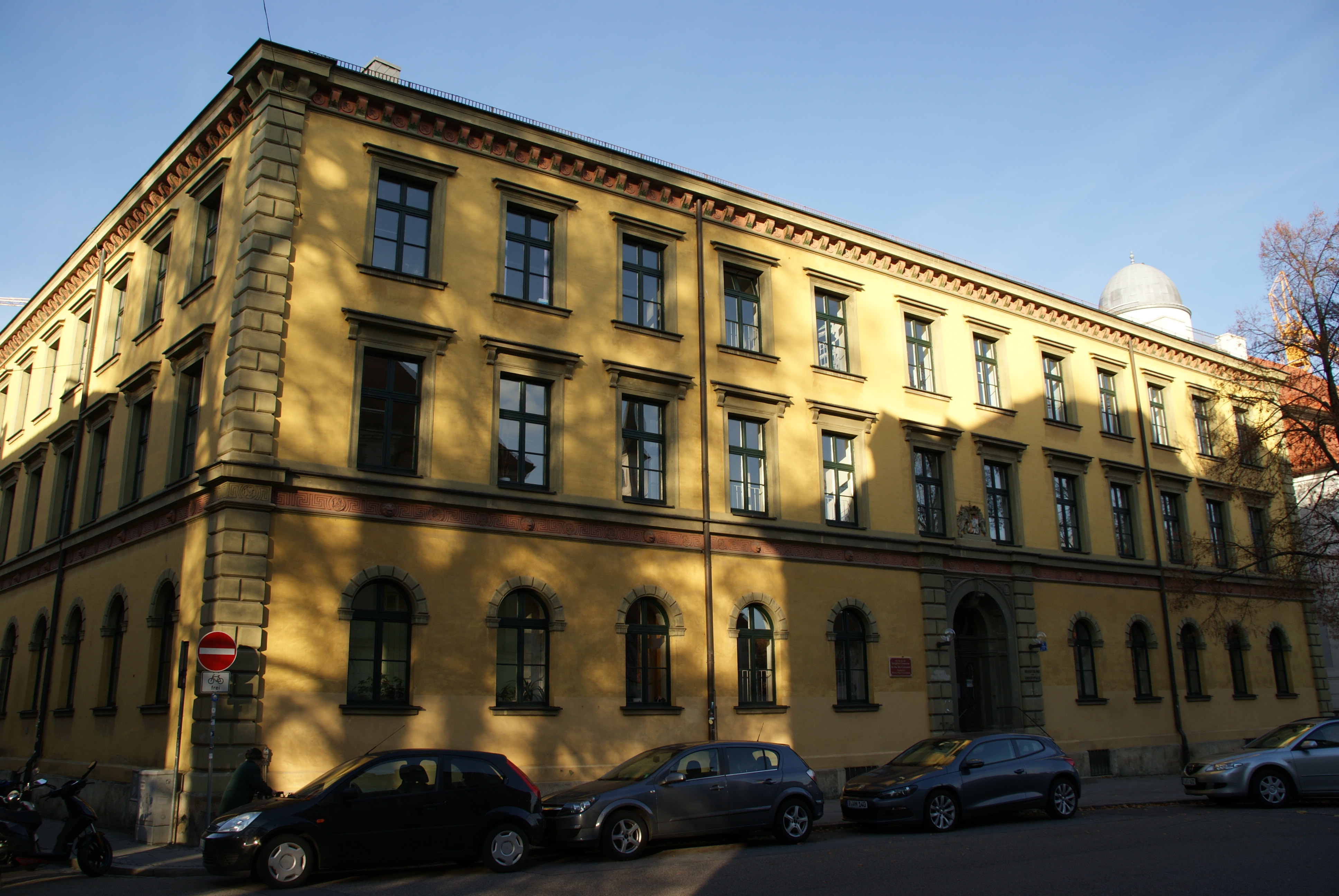
Ehemaliges
Kgl. Bayerisches Gymnasium
bzw. Altes Gymnasium

Nach 1875 bezog das Gymnasium ein neu erbautes Gebäude am Ägidienplatz und nannte sich zunächst Königlich-Bayerisches Gymnasium. In Abgrenzung zum 1880 eröffneten städtischen Neuen Gymnasium, (heute Albrecht-Altdorfer-Gymnasium) wurde das Königlich-Bayerische Gymnasium in Altes Gymnasium umbenannt und konnte damit seine Tradition betonen.

### Standortwechsel im 20. Jahrhundert
Nach den Weihnachtsferien, am 11. Januar 1965, bezog das Gymnasium einen Neubau im Westen der Stadt. 1969 wurde daher auch das bischöfliche Studienseminar St. Wolfgang in die Nähe der neuen Schule verlegt und in Westmünster umbenannt, da damals dort ein großer Teil der Schüler wohnte. Im Vorgriff auf den neuen Standort erhielt das Gymnasium schon 1962 als neuen Namen den Namen des bedeutenden mittelalterlichen Scholastikers Albertus Magnus. Dem ursprünglich humanistischen Gymnasium wurde ein neusprachlicher und 1993 schließlich auch ein mathematisch-naturwissenschaftlicher Zweig hinzugefügt.

## „Stoppt Strauß“-Zwischenfall 1980
Bundesweit für Aufsehen sorgte die Schule während des Bundestagswahlkampfs 1980 mit der Entscheidung der Schulleitung am 17. Juli 1980, die 18-jährige Schülerin Christine Schanderl wegen Tragens einer gegen Franz Josef Strauß gerichteten „Stoppt Strauß“-Plakette des Gymnasiums zu verweisen. Die Schulleitung berief sich auf die Schulordnung und eine Ministerialverordnung von 1973, nach der „politische Werbung durch Wort, Bild, Schrift und Emblem“ nur außerhalb des Unterrichts und außerhalb des Schulbereichs zulässig sei und Verstöße mit einem Verweis oder auch mit Relegation bestraft werden könnten.
Die Schülerin Schanderl berief sich auf ihr Grundrecht der freien Meinungsäußerung und bekamt daraufhin als Schulstrafen Verweise, Ausschluss vom Unterricht und wurde schließlich aus der Schule entlassen. Die Klage der Schülerin vor dem Verwaltungsgericht Regensburg war erfolgreich mit der Begründung, dass ein Grundrecht nicht durch eine Rechtsverordnung, sondern nur durch ein Gesetz eingeschränkt werden kann.
Trotz des für die Schülerin positiven Urteils wurde ihr weiterhin die Teilnahme am Unterricht verwehrt, mit Hinweis auf die eingelegte Berufung des Kultusministeriums beim Bayerischen Verwaltungsgerichtshof als der höheren Instanz zurückgewiesen. Daran änderte auch die am 27. Mai 1981 getroffene Entscheidung des Bayerischen Verfassungsgerichtshofs, Schanderl habe ihr Grundrecht auf freie Meinungsäußerung auch in der Schule ausüben dürfen, nichts, da die Richter eine gesetzliche Regelung durch den Landtag verlangten und die bisherige Schulordnung bis Ende 1982 in Kraft ließen.
Am 9. Februar 1982 entschied der Bayerische Verwaltungsgerichtshof, dass die Schulentlassung in diesem Fall unverhältnismäßig war; Schanderl war längst an einem anderen Gymnasium aufgenommen worden und machte dort Abitur. Der Landtag fasste das Gesetz über das Erziehungs- und Unterrichtswesen neu und änderte die Schulordnung: Schülern und Schülerinnen wurde das Tragen von Abzeichen und Plaketten erlaubt, wenn dadurch Schulfrieden, Schulbetrieb und der Bildungs- und Erziehungsauftrag der Schule nicht gefährdet werden. Als Entscheidungsinstanz wurde die Schulleitung festgelegt.

## Heutige Situation
Mit knapp 700 Schülern (Stand 2022/23) zählt das Albertus-Magnus-Gymnasium zu den mittelgroßen Gymnasien. In der fünften und sechsten Klasse belegen die Schüler Latein und Englisch als Fremdsprachen; die Reihenfolge kann gewählt werden. Ab der achten Klasse werden dann alternativ drei Ausbildungszweige angeboten:
- Humanistischer Zweig (Altgriechisch als dritte Fremdsprache)
- Neusprachlicher Zweig (Französisch als dritte Fremdsprache)
- Mathematisch-Naturwissenschaftlicher Zweig (keine dritte Fremdsprache, dafür Informatik und verstärkt Physik sowie Chemie)

In der musikalischen Ausbildung der Unterstufe werden die Instrumentalisten in einer Streicherklasse gefördert, talentierte Sänger in der Chorklasse.
Schüleraustausch findet mit Schulen in Aberdeen, Pilsen, Clermont-Ferrand, Toulouse, Tempe (Arizona), Schio (Italien) und Qingdao (China) statt.

## Schulmotto
Das Schulmotto lautet „denken wagen“.

## Persönlichkeiten (Auswahl)

### Ehemalige Lehrer
Anordnung nach Geburtsdatum
- Hieronymus Haubold (1535–1579), kurzzeitig Rektor am Gymnasium poeticum. Sein Nachfolger als Rektor wurde bis 1540 Kaspar Naevius (1514–1574)
- Paul Homberger (1559–1634), Komponist, Kantor und Lehrer am Gymnasium poeticum (1601–1634). Nach ihm wurde auch eine Straße im Westen von Regensburg benannt (Hombergerweg).[15]
- Otto Gryphius (1561–1612), kurzzeitig Rektor am Gymnasium poeticum[Anm. 1]
- Andreas Raselius (1562/4–1602), Komponist, Kantor, Lehrer am Gymnasium poeticum. Nach ihm ist eine Straße im Westen von Regensburg benannt.[16]
- Thomas Wegelin (1577–1629), lutherischer Theologe, Lehrer von 1600 bis 1604 am Gymnasium poeticum.
- Georg Wonna (1637–1708), Theologe, Gymnasialprofessor am Auditorium des Gymnasiums Poeticum
- Christoph Stoltzenberg (1690–1764), Musiker, Komponist, ab 1714 Kantor am Gymnasium Poeticum
- Georg Michael Klein (1776–1820), katholischer Philologe, Konrektor und Hochschullehrer ab 1811 am Lyzeum des Vereinigten Paritätischen Gymnasiums, dem Vorläufer des Alten Gymnasiums.
- Johann Baptist Weigl (1783–1852), Domkapitular, Professor für Kirchenrecht und Kirchengeschichte und Komponist, 1817 Rektor des Vereinigten Paritätischen Gymnasiums, 1824 Rektor des Lyzeums am Vereinigten Paritätischen Gymnasium, dem Vorläufer des Alten Gymnasiums.
- Ludwig Mehler (1816–1872), Geistlicher, Theologe und Gymnasiallehrer
- Josef Altheimer (1860–1913), Kunstmaler, Restaurator wirkte von 1891 bis 1912 als Zeichenlehrer am Alten Gymnasium.
- Hans Dachs (1886–1966), Lehrer für Geschichte am Alten Gymnasium (1920–1926)
- Franz Ermer (1886–1976), Kunsterziehungslehrer, Maler und Grafiker am Alten Gymnasium und am Albertus-Magnus-Gymnasium
- Georg Völkl (1907–1988), Lehrer, Heimatforscher und Historiker
- Josef Hanauer (1913–2003), Religionslehrer am Albertus-Magnus-Gymnasium. Römisch-katholischer Pfarrer und Publizist
- Rudolf Lehner (1928–2008), Studienreferendar am Alten Gymnasium, später Verbandsfunktionär und Mitglied im Bayerischen Senat
- Winfried Tonner (1937–2002), Kunsterzieher und Maler am Albertus-Magnus-Gymnasium
- Alfred Welker SJ (1939–2015), Religionslehrer am Albertus-Magnus-Gymnasium

### Ehemalige Schüler
Anordnung nach Geburtsdatum
- Andreas Pleninger (1555–1607), Steinätzer und Kalligraph. Er besuchte das Gymnasium poeticum
- Franciscus Jeremias Grienewald (1581–1607) besuchte das Gymnasium poeticum, konvertierte im Kloster Prüll, arbeitete als Archivar und Erforscher der Geschichte von Regensburg im Kloster St. Mang[17]
- Christoph Jacob Elsenheimer (1595–?), besuchte das Gymnasium poeticum. Sein Vater, Pächter von Burg Prebrunn, gründete eine Stiftung über 30.000 Gulden für bedürftige auswärtige Schüler.
- Johann Georg Fuchs (1614–1674), besuchte das Gymnasium poeticum bis 1635 (Alter 21 Jahre). Er verlor Eltern und alle Geschwister durch die Pest. Studium in Jena und Altdorf und Europareise. Nach 1643 Karriere in der Reichsstadt Regensburg vom Sekretär über Syndikus bis zum Kammerer. Verfasser eines Diariums zum Ablauf der Belagerung von Regensburg durch kaiserliche Truppen im Jahr 1634 im Dreißigjährigen Krieg.[18]
- Georg Greflinger (1620–1677) (in Hamburg), Dichter, Liederdichter, Zeitchronist, Journalist, Herausgeber der Zeitung Nordischer Mercurius mit einem damals modernen Publikationskonzept. Namensgeber der Greflingerstraße in Regensburg. Schüler am Gymnasium poeticum.
- Johannes Joachim Persius von Lonsdorf (1634–1667), als Diplomat (pfalzgräflicher Hofrat und Gesandter) begraben auf dem Gesandtenfriedhof (seine Grabstätte ist nicht erhalten). Er besuchte das Gymnasium poeticum[19]
- Georg Wonna (1637–1708), Theologe, Gymnasialprofessor und Superintendent in Regensburg. Er besuchte das Gymnasium poeticum
- Johann Ludwig Prasch (1637–1690), besuchte das Gymnasium poeticum. Deutscher Schriftsteller, Dichter, Sprachwissenschaftler. Als Jurist und Syndicus Mitglied des Inneren Rates in Regensburg und Vertreter der Stadt Regensburg am Reichstag. Als Scholarch hatte er auch die Oberaufsicht über das städtische Schulwesen.
- Georg Christoph Eimmart (1638–1705), Mathematiker, Kupferstecher und 1678 Gründer der Nürnberger Sternwarte, besuchte das Gymnasium poeticum
- Johann Pachelbel (1653–1706), deutscher Komponist. Geboren in Nürnberg. Er besuchte das Gymnasium poeticum
- Johann Gottlieb Thill (1653–1713), Studium in Jena, Prediger an der Neupfarrkirche, gestorben während der Pestepidemie. Er besuchte das Gymnasium poeticum[20]
- Johann Beer (1655–1700), deutscher Schriftsteller, Komponist, Konzertmeister. Er besuchte das Gymnasium poeticum
- Georg Serpilius (1668–1723) (aus Ödenburg, Ungarn), protestantischer Theologe, Lieddichter, Diakon, Schriftsteller, ab 1709 Superintendent in Regensburg. Er besuchte das Gymnasium poeticum und studierte in Leipzig.
- Johann Peter Schiltenberger (1684–1759), Rechtswissenschaftler, Hochschullehrer und Rektor der Universität Ingolstadt. Er besuchte wahrscheinlich das Jesuitengymnasium St. Paul, aus dem durch die Vereinigung mit dem Gymnasium poeticum das Alte Gymnasium entstand.
- Karl Christian Hirsch (1704–1754), Theologe, Kirchenhistoriker. Er besuchte das Gymnasium poeticum
- Georg Gottlieb Plato-Wild (1710–1777), Numismatiker, Syndikus und Historiker, besuchte das Gymnasium poeticum
- Felix Johann Albrecht Mylius (1717–1792), Jurist, Hof- und Konsistorialrat. Er besuchte das Gymnasium poeticum.
- Jakob Christian Schäffer (1718–1790), Ev. Theologe (Superintendent in Regensburg, Botaniker und Erfinder) (kein Schulbesuch in Regensburg).
- Johann Gottlieb Schaeffer (1720–1795), lernte Apotheker in Regensburg und daneben alte Sprachen am Gymnasium poeticum und am Lyzeum in Neustadt an der Aisch. Nach Studium an der Universität Altdorf Arzt in Regensburg
- Friedrich Melchior Grimm (1723–1807), Schriftsteller, Journalist, Theater- und Musikkritiker. Wohnhaft im Palais Löschenkohl, besuchte er das Gymnasium poeticum gemeinsam mit den Söhnen des sächsischen Gesandten Schönberg
- Sebastian Carl Christoph Reinhardt (1738–1827), ab 1760 Kunststudium, Landschaftsmaler. Er besuchte das Gymnasium poeticum
- Emanuel Schikaneder (1751–1812), Theaterdirektor, Librettist, Regisseur, Schauspieler
- Jacob Christian Gottlieb von Schäffer (1752–1826), Arzt. Er besuchte das Gymnasium poeticum
- Franz Volkmar Reinhard (1753–1812), Professor der Theologie und Philosophie, 1790–1791 Rektor Universität Wittenberg. Er besuchte das Gymnasium poeticum
- Johann Ulrich Gottlieb von Schäffer (1753–1829), Arzt. Er besuchte das Gymnasium poeticum
- Carl Theodor Gemeiner (1756–1823), Syndikus, hoher Beamter im Fürstentum Regensburg und im Königreich Bayern, als Historiker und Archivar Verfasser der Regensburger Chronik. Er besuchte das Gymnasium poeticum
- Christian Gottlieb Gumpelzhaimer (1766–1841), Jurist, Diplomat, als Archäologe und Historiker Gründer des Historischen Vereins für Oberpfalz und Regensburg. Er besuchte das Gymnasium poeticum
- Lothar Franz Marx (1764–1831), römisch-katholischer Theologe. Er besuchte wahrscheinlich das Jesuitengymnasium St. Paul, aus dem durch die Vereinigung mit dem Gymnasium poeticum das Alte Gymnasium entstand.
- Thomas Ried (1773–1827), römisch-katholischer Theologe, Historiker. Er besuchte das Jesuitengymnasium St. Paul (Abschluss nicht belegt).
- Joseph Rudolph Schuegraf (1790–1861), freier Mundartforscher, erfolgreicher Hobby-Historiker und Sammler historischer Quellen. Er besuchte wahrscheinlich das Jesuitengymnasium St. Paul und das Erasmus-Gymnasium in Amberg ohne Abschluss.
- August Emanuel Fürnrohr (1804–1861), Botaniker, Naturhistoriker, Lehrer an Gymnasien, Professor am Lyzeum. Er besuchte wahrscheinlich das Paritätisch vereinigte Gymnasium, die Vorgängerschule des Alten Gymnasiums am Ägidienplatz.
- Friedrich Schubarth (1804–1871), Oberbürgermeister von Regensburg (1856–1868), besuchte wahrscheinlich das Paritätisch vereinigte Gymnasium, die Vorgängerschule des Alten Gymnasiums am Ägidienplatz.
- Johann von Lamont (1805–1879), schottisch-deutscher Astronom und Physiker. Er besuchte das Königlich-Bayerische Gymnasium am Ägidienplatz, die Vorläuferschule des Albertus-Magnus-Gymnasiums.
- Robert Ritter von Welz (1814–1878), Mediziner und Hochschullehrer, besuchte wahrscheinlich das Paritätisch vereinigte Gymnasium, die Vorgängerschule des Alten Gymnasiums am Ägidienplatz.
- Joseph Schrems (1815–1872), Priester, Musikforscher, Chordirigent. Schul- und universitäre Ausbildung in Amberg und Regensburg nicht näher erfasst
- Hugo Graf von Walderdorff (1828–1918), Gutsbesitzer Schloss Hauzenstein, Historiker, Schriftsteller, 25 Jahre Vorsitzender des Historischen Vereins, besuchte wahrscheinlich das Paritätisch vereinigte Gymnasium, die Vorgängerschule des Alten Gymnasiums am Ägidienplatz.
- Franz Xaver Witt (1834–1888), Kirchenmusiker, Domkapellmeister in Eichstätt. Abitur in Regensburg nicht erfasst, danach Studium am Lyzeum des Jesuitengymnasiums St. Paul
- Ludwig Ganghofer (1855–1920), Heimatschriftsteller, Abitur 1873 am Königlich-Bayerischen Gymnasium (Altes Gymnasium)
- Alfons Auer (1857–1910), Bürgermeister und kurzzeitig (April–Oktober 1910) Oberbürgermeister von Regensburg, besuchte das Alte Gymnasium am Ägidienplatz 1874–1878 (Abitur)
- Franz Xaver Engelhart (1861–1924), Domkapellmeister und Komponist, besuchte von 1872 bis 1882 das Alte Gymnasium am Ägidienplatz
- Georg Escherich (1870–1941), Forstmann, Politiker und Forschungsreisender, besuchte das Alte Gymnasium am Ägidienplatz
- Johannes Stark (1874–1957), Physiker (Nobelpreis 1919), besuchte das Alte Gymnasium am Ägidienplatz
- Hugo Obermaier (1877–1946), Prähistoriker, Professor in Paris, Wien, Spanien, besuchte das Alte Gymnasium am Ägidienplatz
- Siegfried Kadner (1887–1970), Lehrer und Schriftsteller. Er besuchte von 1886 bis 1895 das Alte Gymnasium am Ägidienplatz
- Walther Pauer (1887–1971), Energie-/Wärmewirtschaftler und Hochschullehrer. Er besuchte das Alte Gymnasium am Ägidienplatz
- Theobald Schrems (1893–1963), Theologe, Priester, Domkapellmeister. Er besuchte das Alte Gymnasium am Ägidienplatz
- Karl Kraus (1895–1967), Domorganist und Musikpädagoge. Er besuchte das Alte Gymnasium am Ägidienplatz
- Fritz Nüßlein (1899–1984), Jagd- und Forstwissenschaftler, besuchte das Alte Gymnasium am Ägidienplatz
- Adolf von Harnier (1903–1945), Rechtsanwalt, sowie bayerischer Patriot und Widerstandskämpfer gegen den Nationalsozialismus. Ab 1937 leitete er die als Harnier-Kreis bekannte Widerstandsgruppe. Er besuchte das Alte Gymnasium am Ägidienplatz
- Alfons Goppel (1905–1991), Politiker (CSU; Bayerischer Ministerpräsident 1962–1978), besuchte das Alte Gymnasium am Ägidienplatz
- Anton Wittmann (1908–1960), Pädagoge, Regierungsdirektor, Politiker (SPD), besuchte das Alte Gymnasium am Ägidienplatz
- Alois Grillmeier (1910–1998), Jesuit, Konzilstheologe und Kardinal
- Friedrich Morgenschweis (1920–1998), Priester, Mundartdichter und Mitglied im Bayerischen Senat, besuchte das Alte Gymnasium am Ägidienplatz
- Bernhard Lehner (1930–1944), Kandidat eines seit 1950 laufenden Seligsprechungsprozesses,[21][22] besuchte von 1941 bis zu seinem Tod (24. Januar 1944) das Alte Gymnasium am Ägidienplatz
- Eberhard Kraus (1931–2003), Komponist und Domorganist in Regensburg, besuchte das Alte Gymnasium am Ägidienplatz
- Walter Opp (1931–2022), Organist, Kirchenmusiker, Universitätsmusikdirektor, besuchte das Alte Gymnasium am Ägidienplatz
- Eberhard Dünninger (1934–2015) besuchte von 1946 bis 1953 das Alte Gymnasium am Ägidienplatz
- Adolf Eichenseer (1934–2015), Mundartdichter, besuchte das Alte Gymnasium am Ägidienplatz
- Albert von Schirnding (* 1935), Schriftsteller und Kritiker, besuchte das Alte Gymnasium am Ägidienplatz
- Wilhelm Schraml (1935–2021), Bischof von Passau (2002–2012), besuchte das Alte Gymnasium am Ägidienplatz
- Hubert Markl (Jim Markl) (1938–2015), Zoologe, Präsident der Max-Planck-Gesellschaft, besuchte das Alte Gymnasium am Ägidienplatz
- Wolf Peter Schnetz (1939–2024), Schriftsteller (Schulbesuch nicht erfasst)
- Alois Schmid (* 1945), Historiker, bestand 1965 sein Abitur am 1962 neu erbauten und neu benannten Albertus-Magnus-Gymnasium
- Peter Schmid (1945–2024), Historiker (Schulbesuch nicht erfasst)
- Heinz-Peter Meidinger (* 1954), Präsident des Deutschen Lehrerverbands (Schulbesuch nicht erfasst)
- Josef Graf (* 1957) Weihbischof von Regensburg (seit 2014) und Titularbischof von Inis Cathaig (Schulbesuch nicht erfasst)
- Vittorio Hösle (* 1960), Philosoph; Vertreter des Objektiven Idealismus (Schulbesuch nicht erfasst)
- Hannes Jaenicke (* 1960), Schauspieler, besuchte Albertus-Magnus-Gymnasium und Albrecht-Altdorfer-Gymnasium, wo er das Abitur machte
- Marieke Schroeder (* 1970), Filmproduzentin und -regisseurin (Schulbesuch nicht erfasst)
- Günther Brenner (* 1971), Schauspieler
- Horst Meierhofer (* 1972), Politiker (FDP), Mitglied des Bundestages von 2005 bis 2013, besuchte das Albertus-Magnus-Gymnasium
- Dietrich Brüggemann (* 1976), Filmregisseur, besuchte das Albertus-Magnus-Gymnasium
- Lucy Scherer (* 1981), Musicaldarstellerin, besuchte das Albertus-Magnus-Gymnasium
- Can Uzun (* 2005), Fußballer, besuchte das Albertus-Magnus-Gymnasium